# Taxithelium novae-valesiae
Taxithelium novae-valesiae là một loài Rêu trong họ Sematophyllaceae. Loài này được (Broth.) Broth. miêu tả khoa học đầu tiên năm 1908.